# Stéphane Trésarrieu
Stéphane Trésarrieu (ur. 27 lutego 1975 w Bordeaux) – francuski żużlowiec, występujący również na długim torze i na trawie.

## Życiorys

### Kariera sportowa
W lidze brytyjskiej reprezentant klubu Isle of Wight (2003).

### Życie prywatne
Brat Sébastiena Trésarrieugo i Mathieu Trésarrieugo oraz ojciec Mathiasa Trésarrieugo, również żużlowców.

## Osiągnięcia
Największe osiągnięcia:
- srebrny medalista indywidualnych mistrzostw świata na długim torze (2009),
- dziewięciokrotny medalista drużynowych mistrzostw świata na długim torze: dwukrotnie złoty (2018, 2019), trzykrotnie srebrny (2010, 2013, 2017) oraz czterokrotnie brązowy (2007, 2009, 2012, 2014),
- dwukrotny medalista indywidualnych mistrzostw Europy na torze trawiastym: złoty (2008) oraz srebrny (2009),
- czternastokrotny medalista indywidualnych mistrzostw Francji na torze trawiastym: ośmiokrotnie złoty (1995, 2001, 2002, 2003, 2004, 2005, 2011, 2014) oraz sześciokrotnie srebrny (1994, 1996, 1997, 2000, 2006, 2009).